# Beulah Bondi
Beulah Bondi (3 de mayo de 1889 – 11 de enero de 1981) fue una actriz estadounidense. 

## Biografía
Su nombre verdadero era Beulah Bondy, y nació en Chicago, Illinois, siendo sus padres Eva Marble y Adolphe Bondy. Bondi empezó como actriz teatral a los siete años de edad, interpretando el papel del título en la obra El pequeño Lord Fauntleroy, en una producción representada en la Memorial Opera House de Valparaiso, Indiana. Consiguió su título de grado y su maestría en oratoria por la Universidad Valparaíso en 1916 y 1918. 
En la década de 1930 se inició en el cine, debutando con el papel de "Emma Jones" en la película basada en la obra de Elmer Rice Street Scene (1931), la cual interpretaba Sylvia Sidney, y en la cual Bondi retomaba su papel teatral. A este film le siguió Rain (1932), título protagonizado por Joan Crawford y Walter Huston. 
Bondi fue una de las primeras cinco mujeres en ser nominadas para la recién creada categoría del Óscar a la mejor actriz de reparto por su trabajo en el film The Gorgeous Hussy, aunque finalmente el premio se lo llevó Gale Sondergaard. Dos años después fue nominada de nuevo, esta vez por Of Human Hearts y, aunque no recibió el galardón, consolidó su reputación como actriz de carácter. 
A lo largo de su carrera interpretó en numerosas ocasiones a la madre del protagonista de la película, encarnando ya desde el inicio de su trabajo cinematográfico a mujeres maduras, a pesar del hecho de que por entonces estaba en la cuarentena. Entre sus papeles de madre destacan las cuatro veces que hizo lo propio con James Stewart, siendo los títulos los siguientes: Qué bello es vivir, Mr. Smith Goes to Washington, Of Human Hearts, y Vivacious Lady. 
Su última actuación tuvo lugar en el papel de "Martha Corinne Walton" en la serie televisiva The Waltons, en los episodios "The Conflict" y "The Pony Cart", recibiendo un Premio Emmy por su trabajo en el segundo de ellos. 
A pesar del hecho de que a lo largo de su carrera interpretó a madres en numerosas veces, Bondi nunca se casó en la vida real. Beulah Bondy falleció en 1981 en Los Ángeles, California, a causa de complicaciones pulmonares surgidas tras sufrir varias fracturas costales en una caída. Tenía 91 años de edad. Sus restos fueron incinerados y sus cenizas esparcidas en el mar.

## Filmografía parcial
- Street Scene (La calle) (1931)
- Arrowsmith (El doctor Arrowsmith / Médico y amante) (1931)
- Rain (Lluvia) (1932)
- Finishing School (1934)
- The Invisible Ray (El rayo invisible) (1936)
- The Trail of the Lonesome Pine (1936)
- Hearts Divided (1936)
- The Gorgeous Hussy (1936)
- Maid of Salem (La muchacha de Salem) (1937)
- Make Way for Tomorrow (1937)
- The Sisters (Las hermanas) (1938)
- The Buccaneer (1938)
- Of Human Hearts (1938)
- Vivacious Lady (Ardid femenino) (1938)
- On Borrowed Time (1939)
- The Under-Pup (1939)
- Mr. Smith Goes to Washington (1939)
- Remember the Night (Recuerdo de una noche) (1940)
- Our Town (Sinfonía de la vida) (1940)
- Serenata nostálgica (1941)
- The Shepherd of the Hills (1941)
- One Foot in Heaven (1941)
- Watch on the Rhine (1943)
- Tonight We Raid Calais (1943)
- The Very Thought of You (1944)
- The Southerner (1945)
- Back to Bataan (La patrulla del coronel Jackson) (1945)
- Amor sublime (1946)
- Qué bello es vivir (1946)
- The Snake Pit (Nido de víboras) (1948)
- Dentro de mi corazón (1948)
- Mr. Soft Touch (1949)
- Reign of Terror (El reinado del terror) (1949)
- The Baron of Arizona (1950)
- The Furies (Las furias) (1950)
- Lone Star (Estrella del destino) (1952)
- Latin Lovers (Mi amor brasileño) (1953)
- Track of the Cat (1954)
- Back from Eternity (Regreso a la eternidad) (1956)
- The Unholy Wife (Esposa culpable) (1957)
- A Summer Place (En una isla tranquila, al sur) (1959)
- The Wonderful World of the Brothers Grimm (1962)

## Premios y distinciones
Premios Óscar
| Año  | Categoría               | Película                | Resultado |
| ---- | ----------------------- | ----------------------- | --------- |
| 1937 | Mejor Actriz de Reparto | La espléndida descarada | Nominada  |
| 1939 | Mejor Actriz de Reparto | Ingratitud              | Nominada  |